# Ramphotyphlops willeyi
Ramphotyphlops willeyi — вид змій родини сліпунів (Typhlopidae). Ендемік Новій Каледонії.

## Поширення і екологія
Ramphotyphlops willeyi мешкають на островах Ліфу і Маре в групі островів Луайоте. Вони живуть у вологих тропічних лісах.